# 厄爾曼 (密蘇里州)
厄爾曼（英語：Oermann）是位於美國密蘇里州傑佛遜縣的非建制地區。

## 歷史
厄爾曼的郵局於1888年設立，其後於1955年停運。

## 地理
厄爾曼所處的海拔為高於海平面240米（即787英呎），而該地所採用的時區為UTC-6，即北美中部時區（CST）。同時該地設有夏令時間，為UTC-6調快一小時，即UTC-5（CDT）。